# ʿAbd Allāh ibn ʿAmr ibn al-ʿĀṣ
ʿAbd Allāh ibn ʿAmr ibn al-ʿĀṣ, Abū Muḥammad (in arabo عبد الله بن عمرو بن العاص‎?; La Mecca, 616 – Egitto, 685), è stato un Sahaba.
ʿAbd Allāh b. ʿAmr b. al-ʿĀṣ fu uno dei primi musulmani a raccogliere tradizioni del profeta Maometto che potessero avere interesse giuridico e morale (ḥadīth), intitolato al-Ṣaḥīfa al-ṣādiqa ("Il foglio veritiero", in arabo الصحيفة الصادقة‎?).
Figlio di ʿAmr b. al-ʿĀṣ, si convertì un anno prima del padre e la sua conoscenza del pensiero islamico era tale da meritare la considerazione dello stesso Profeta e di Abū Hurayra, che sinceramente ammetteva la maggior dottrina di ʿAbd Allāh, tanto da dire:
(Ammā kāna aḥad akthar ḥadīthan minnī ʿan rasūl Allāh, illā ʿAbd Allāh b. ʿAmr fa-innahu kāna yaktubu wa lā aktubu)
ossia «Non c'è nessuno che abbia conoscenza di un maggior numero di tradizioni di me sull'Inviato di Dio, tranne ʿAbd Allāh b. ʿAmr ed egli le ha scritte e io no». 
Il contenuto del suo lavoro fu incorporato da più tardi da Ahmad ibn Hanbal nel suo Musnad.